# Rumilly-lès-Vaudes
Rumilly-lès-Vaudes är en kommun i departementet Aube i regionen Grand Est (tidigare regionen Champagne-Ardenne) i nordöstra Frankrike. Kommunen ligger  i kantonen Bar-sur-Seine som ligger i arrondissementet Troyes. År 2022 hade Rumilly-lès-Vaudes 580 invånare.

## Befolkningsutveckling
Antalet invånare i kommunen Rumilly-lès-Vaudes
Referens: INSEE